# شهرستان نورث‌همپتون (کارولینای شمالی)
شهرستان نورث‌همپتون، کارولینای شمالی (به انگلیسی: Northampton County, North Carolina) یک سکونتگاه مسکونی در ایالات متحده آمریکا است که در کارولینای شمالی واقع شده‌است.

## خصوصیات
شهرستان نورث‌همپتون ۱٬۴۲۷٫۰۹ کیلومترمربع مساحت دارد.